# 南茜·康托爾

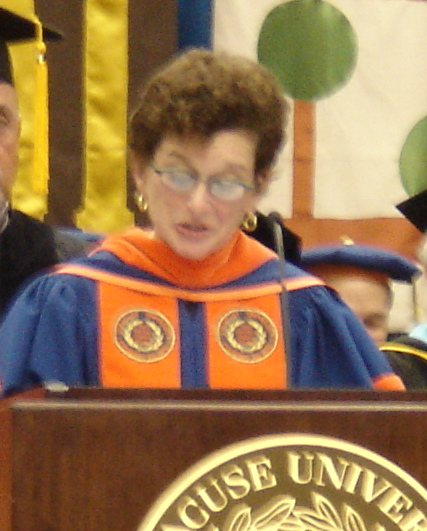
南茜·康托爾在2006年雪城大学的毕业典礼上

南茜·康托爾（英語：Nancy Cantor，1952年—），第十一任美國雪城大學校長，著名心理學家。
她于1974年在莎拉羅倫斯大學獲得文學學士學位，在1978在斯坦福大學獲得心理學博士學位。